# Славко Пиштељић
Славко Пиштељић (Маглајани, 1. мај 1893 - 1963, Бања Лука) био је један од најугледнијих доктора и оснивач Љекарске коморе Врбаске бановине као и народни посланик.

## Биографија
Др Славко Пиштељић, син трговца Александра, рођен је у Маглајанима код Бање Луке 1. маја 1893. Завршио је реалну гимназију у Сарајеву 1914. године а студије медицине 1924. у Прагу. Био је љекар опште праксе. Говорио је чешки и њемачки језик. Оженио се Олгом, ћерком трговца Зурунића из Санског Моста и стекао синове Александра и Душана. Завршио је школу за резервне официре при аустроугарској војсци гдје је од 1914. године радио и као трупни љекар. Стажирао је 1924. и 1925. године у Општој државној болници у Београду, гдје је положио и стручни испит.
Од 1925. до 1935. радио је као срески љекар у Санском Мосту, љекар самосталне здравствене општине, бањалучког Окружног уреда за осигурање радника, Братинске благајне и жељезнички љекар. У Бању Луку прелази 1935. и ради као љекар Хигијенског завода, виши здравствени савјетник Краљевске управе, љекар у бањи Слатина, вјештак у Суду радничког осигурања, шеф Здравственог одсјека Краљевске банске управе Врбаске бановине и шеф новоформираног Одсјека за евакуацију и заштиту дјеце у случају рата при одјељењу за социјалну политику и народно здравље у Бањој Луци. По овлаштењу бана замјењивао је начелника Одјељења за социјалну политику и народно здравље (1935-1941). У Загребу је 1930. године завршио и курс из имунологије и епидемиологије. Као виши здравствени савјетник био је члан бројних комисија везаних за медицинску струку на територији Врбаске бановине.
Др Славко Пиштељић је био један од оснивача Љекарске коморе Врбаске бановине, члан Одбора Дисциплинског суда и предсједник Дисциплинског вијећа коморе. На оснивачкој скупштини Секције југословенске уније за заштиту дјеце за Врбаску бановину, одржаној 1939. године у Банском двору, изабран је у управу Секције. Био је члан Мјесне управе Народног санитетског фонда при Краљевској банској управи Врбаске бановине. Био је и активан члан соколског друштва у Бањој Луци.
Поред љекарског позива бавио се и политиком. На изборима за Народну скупштину Краљевине Југославије, 8. новембра 1931. биран је на кандидатској земаљској листи Петра Р. Живковића за народног посланика испред среза Сански Мост. Средином 30-их година био је први потпредсједник бањалучке општине, а једно вријеме је вршио и дужност њеног предсједника. Одликован је орденом Светог Саве IV реда указом од 4. децембра 1940.
Други свјетски рат дочекао је у чину резервног санитетског капетана I класе. Као командант 44. дивизијске болнице провео је у Војсци Краљевине Југославије период од 1. до 15. априла 1941. Ратна катастрофа однијела га је у Србију, у избјеглиштво, гдје је обављао послове санитетског референта у Главном санитетском савјету у Београду; од октобра 1941. до септембра 1942. године.
Био је активан као срески љекар у Кладову (1942–1944). Од 4. октобра 1944. радио је у Среском и Мјесном народном одбору Кладово, Команди мјеста Кладово, војним болницама у Крушевцу и Јагодини и Дивизијској болници V дивизије у Крагујевцу и Чачку.
По завршетку рата одликован је Медаљом заслуга за народ.
Послије демобилизације 17. јануар 1947. године враћа се у Бању Луку и ради у Градском народном одбору, као и у Дому ратне сирочади. Био је управник Дома народног здравља Бања Лука до 31. јула 1962. године. Преминуо је 1963. у Бањој Луци.